# Samuel Dalembert
Samuel Davis Dalembert (Port-au-Prince, Haiti, 10. svibnja 1981.) kanadsko-haićanski je profesionalni košarkaš. Igra na poziciji centra, a trenutačno je član NBA momčadi Philadelphia 76ersa. Izabran je u 1. krugu (26. ukupno) NBA drafta 2001. od strane istoimene momčadi.

## NBA statistika

### Regularni dio
| Godina    | Klub         | Odig. uta. | Uta. poč. | Min. | 2P%  | 3P%  | Sl. bac.% | Skok. | Asist. | Ukr. lop. | Blok. | Poena |
| --------- | ------------ | ---------- | --------- | ---- | ---- | ---- | --------- | ----- | ------ | --------- | ----- | ----- |
| 2001./02. | Philadelphia | 34         | 0         | 5.2  | .440 | .000 | .389      | 2.0   | .1     | .2        | .4    | 1.5   |
| 2003./04. | Philadelphia | 82         | 53        | 26.8 | .541 | .000 | .644      | 7.6   | .3     | .5        | 2.3   | 8.0   |
| 2004./05. | Philadelphia | 72         | 60        | 24.8 | .524 | .000 | .601      | 7.5   | .5     | .6        | 1.7   | 8.2   |
| 2005./06. | Philadelphia | 66         | 52        | 26.7 | .531 | .000 | .705      | 8.2   | .4     | .5        | 2.4   | 7.3   |
| 2006./07. | Philadelphia | 82         | 82        | 30.9 | .541 | .000 | .746      | 8.9   | .8     | .6        | 1.9   | 10.7  |
| 2007./08. | Philadelphia | 82         | 82        | 33.2 | .513 | .000 | .707      | 10.4  | .5     | .5        | 2.3   | 10.5  |
| 2008./09. | Philadelphia | 82         | 82        | 24.8 | .498 | .000 | .734      | 8.5   | .2     | .4        | 1.8   | 6.4   |
| 2009./10. | Philadelphia | 39         | 39        | 25.5 | .535 | .000 | .833      | 9.1   | 1.3    | .5        | 2.2   | 7.5   |
| Ukupno    |              | 539        | 450       | 26.4 | .525 | .000 | .695      | 8.2   | .5     | .5        | 2.0   | 8.0   |

### Doigravanje
| Godina    | Klub         | Odig. uta. | Uta. poč. | Min. | 2P%  | 3P%  | Sl. bac.% | Skok. | Asist. | Ukr. lop. | Blok. | Poena |
| --------- | ------------ | ---------- | --------- | ---- | ---- | ---- | --------- | ----- | ------ | --------- | ----- | ----- |
| 2004./05. | Philadelphia | 5          | 5         | 38.4 | .553 | .000 | .400      | 12.8  | .4     | .4        | 1.4   | 11.6  |
| 2007./08. | Philadelphia | 6          | 6         | 32.2 | .422 | .000 | .842      | 9.5   | .5     | .3        | 1.7   | 9.0   |
| 2008./09. | Philadelphia | 6          | 6         | 22.2 | .615 | .000 | .750      | 7.8   | .5     | .3        | 1.5   | 5.8   |
| Ukupno    |              | 17         | 17        | 30.5 | .517 | .000 | .658      | 9.9   | .5     | .3        | 1.5   | 8.6   |

## Vanjske poveznice
- Profil na NBA.com
- Profil na Basketball-Reference.com